# Odontopeltis bovei
Odontopeltis bovei är en mångfotingart som beskrevs av Filippo Silvestri 1895. Odontopeltis bovei ingår i släktet Odontopeltis och familjen Chelodesmidae. Inga underarter finns listade i Catalogue of Life.